# Airspeed Ltd.
Эйрспид лимитед (англ. Airspeed Limited) — ныне несуществующая британская авиастроительная компания, основанная в 1931 году в Йорке А. Х. Тилтманом и Nevil Shute Norway .
Первым самолётом, выпущенным компанией в начале 1930-х годов, был AS.4 Ferry, пассажирский биплан с тремя двигателями, который мог принять на борт десять человек.
Времена Второй мировой войны были периодом процветания для предприятия. В июне 1940 года компания de Havilland Aircraft Co., Ltd. завершила переговоры о приобретении некоторых акций Airspeed Limited. В 1951 году Airspeed был окончательно включен в состав Havilland в 1951 году.

## Модели
- Airspeed AS.1 Tern — планёр
- AS.4 Ferry — лёгкий пассажирский самолёт
- AS.5 Courier — лёгкий пассажирский самолёт
- AS.6 Envoy — лёгкий пассажирский самолёт
- AS.8 Viceroy — спортивный самолёт, модификация AS.6 Envoy для дальних перелётов. Построен 1.
- AS.10 Oxford — учебно-тренировочный самолёт, выпущено 8 751.
- AS.16 — фирменное название планировавшегося к лицензионной постройке Fokker F.XXII, не производился.
- AS.20 — фирменное название планировавшегося к лицензионной постройке Fokker F.XXXVI, не производился.
- AS.22 — фирменное название планировавшегося к лицензионной постройке Fokker C.X, не производился.
- AS.30 Queen Wasp — беспилотный летательный аппарат, мишень. Построено 7.
- AS.39 Fleet Shadower — прототип морского патрульного самолёта. Построен 1.
- AS.45 Кембридж — учебно-тренировочный самолёт, 2 штуки.
- AS.51 Horsa I / AS.58 Horsa II — транспортный планер, построено более 3 600.
- Airspeed AS.57 Ambassador — авиалайнер (23 штуки);
- AS.58 Horsa II – модификация планера Horsa с открывающейся носовой частью;
- AS.65 Консул — легкий пассажирский самолёт, послевоенная переделка AS.10 Oxford (около 150 штук).